# ダンロップ作戦とセイリエント作戦
ダンロップ作戦 (Operation Dunlop) とセイリエント作戦 (Operation Salient) は、1941年4月にイギリス軍が地中海で実行した作戦。ダンラップ作戦はマルタへの戦闘機輸送で、セイリエント作戦は軽巡洋艦「ダイドー」以下の艦艇のジブラルタルからマルタへの移動であり、二つは同時に行われた。
1941年4月24日にH部隊の巡洋戦艦「レナウン」、空母「アーク・ロイヤル」、軽巡洋艦「シェフィールド」、駆逐艦5隻と、マルタへ向かう軽巡洋艦「ダイドー」、敷設巡洋艦「アブディール」、第5駆逐艦戦隊の駆逐艦「ケリー」、「キプリング」、「ケルヴィン」、「カシミール」、「ジャージー」、「ジャッカル」からなるS部隊がジブラルタルから出港した。H部隊は4月27日に「アーク・ロイヤル」からマルタへ向けて23機のハリケーン戦闘機を発進させ、それからジブラルタルに帰投した。ハリケーンは全機マルタに到着した。
S部隊は4月28日にマルタに到着した。第5駆逐艦戦隊はマルタに留まる一方、「ダイドー」と「アブディール」はマルタでの給油後アレクサンドリアへ向かった。